# Martin Říman
Martin Říman (* 11. května 1961, Frýdek-Místek) je český politik za Občanskou demokratickou stranu, koncem 90. let 20. století ministr dopravy, počátkem 21. století poslanec Poslanecké sněmovny a v letech 2006–2009 ministr průmyslu a obchodu, následně v letech 2010 až 2011 předseda dozorčí rady ČEZ, a.s.

## Osobní život
Po absolvování Fakulty elektrotechnické Vysokého učení technického v Brně v letech 1980–1985 pracoval v období let 1986–1990 jako programátor. V letech 1992–1995 vystudoval bakalářský program na Právnické fakultě Masarykovy univerzity v Brně.
Od počátku 90. let se zapojil do politického života, zpočátku na místní úrovni. V letech 1990–1994 zasedal v zastupitelstvu města Frýdek-Místek a byl místostarostou (od roku 1991 je členem ODS). Následně v letech 1994–1996 zastával funkci přednosty Okresního úřadu ve Frýdku-Místku. V komunálních volbách roku 1998 byl za ODS opětovně zvolen do zastupitelstva města Frýdek-Místek. Neúspěšně sem kandidoval i v komunálních volbách roku 2002, komunálních volbách roku 2006 a komunálních volbách roku 2010. Profesně se uvádí k roku 1998 jako programátor.
Do vrcholné politiky pronikl v roce 1996, kdy se v druhé vládě Václava Klause stal ministrem dopravy. Funkci zastával až do konce existence tohoto kabinetu v lednu 1998.
Poté v letech 1997–2001 soukromě podnikal. Do aktivní politiky na celostátní úrovni vstoupil opět v roce 2002. Ve volbách v roce 2002 byl totiž zvolen do poslanecké sněmovny za ODS (volební obvod Moravskoslezský kraj). Byl místopředsedou sněmovního hospodářského výboru. Poslanecký mandát obhájil ve volbách v roce 2006. Ve sněmovně setrval do voleb v roce 2010.
Od roku 1997 působil jako člen Výkonné rady ODS a v letech 1998-2002 coby stínový ministr dopravy a spojů ODS. V období let 1999–2002 vykonával funkci předsedy krajské organizace ODS Moravskoslezského kraje. Od roku 2003 byl stínovým ministrem průmyslu a obchodu ODS. Jako jeden z mála vysoce postavených členů ODS jednoznačně v roce 2003 deklaroval, že v referendu o přistoupení České republiky k Evropské unii bude hlasovat proti.
Kromě poslaneckého křesla a stranických funkcí zastával i vládní funkci. V roce 2006 se stal ministrem průmyslu a obchodu v první vládě Mirka Topolánka i druhé vládě Mirka Topolánka a byl jím až do pádu vlády v březnu 2009 (coby ministr v demisi až do května 2009). 8. května 2009 úřad ministra opustil po jmenování nové vlády Jana Fischera.
Jeho hlavním předvolebním heslem ve volbách roku 2006 bylo Ministerstva do Ostravy. V rámci záměru Martina Římana se měla klíčová hospodářská ministerstva přestěhovat do Ostravy. Tento záměr ale nebyl realizován. Za svou politiku byl v anketě pořádané ekologickým občanským sdružením Děti Země oceněn titulem Ropák roku 2006 pro antiekologický čin roku. Účastníci ankety ho kritizovali za údajnou podporu zvyšování emisí skleníkových plynů a prolomení územních limitů těžby uhlí .
Je ženatý, má syna a dceru. Bydlí ve Frýdku-Místku. Manželka RNDr. Zuzana Římanová byla učitelka matematiky a chemie na gymnáziu ve Frýdku-Místku do roku 2021.